# Violetta (televíziós sorozat)

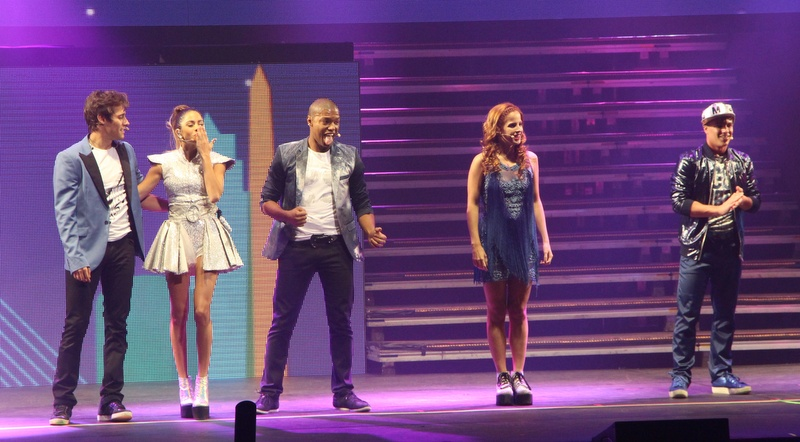

A Violetta 2012-től 2015-ig vetített argentin televíziós telenovella, amelyet Jorge Nisco, Martín Saban, Sebastián Pivotto és Matías Risi rendezett. A főbb szerepekben Diego Ramos, Martina Stoessel, Pablo Espinosa, Jorge Blanco és Mercedes Lambre látható.
Argentínában először a Disney Channel mutatta be 2012. május 14-én. Magyarországon 2013. november 11-én kezdődött a Disney Channelen.
A tévéfilmsorozat, a címszereplő Violetta, egy zeneileg tehetséges tini életéről szól, aki hosszú európai tartózkodás után édesapjával visszatér szülővárosába, Buenos Airesbe.

## Cselekmény

### Első évad
Violetta Castillo egy tehetséges, elbűvölő tinilány, aki visszatér szülővárosába, Buenos Aires-be, miután néhány évet Európában töltött. Csodálatos hanggal ajándékozta meg őt a sors, de nem tud a különleges zenei tehetségéről. Anyjától örökölte tehetséget, aki híres musical énekesnő volt, de tragikus balesetben meghalt, mikor Violetta még kicsi volt. Apja, Germán sikeres üzletember, aki szigorú és védelmező Violettával szemben. Titkolja Violetta elől anyja múltját és sorsát, nehogy az ő nyomdokaiba lépjen. Emellett elszakította Violettát anyai ágú családjától, hogy az anyja kiléte végleg titok maradjon a számára. Madridban nevelte fel a lányát, ahol elzárta őt a többi hasonló korú gyerektől, hogy megóvja a veszélyektől. Támogatta Violettát abban, hogy zongoraórára járjon, mert tudta, hogy tehetséges, akár az anyja, de nem hagyta, hogy énekeljen és színészkedjen, vagy, hogy bármi köze legyen a művészvilághoz. Ám, mikor visszaköltöznek Buenos Airesbe, minden megváltozik...
Violetta egy híres zeneiskolába, a Studio 21 tanulója lesz. Szép lassan megismeri édesanyja múltját és élettörténetét, aki nagyban inspirálja őt álmai megvalósításában. Megismerkedik Angie-vel, aki zenetanára és a nevelőnője lesz. Ő segíti Violettát tehetségének kibontakoztatásában. Továbbá ő Violetta nagynénje is, de mindezt titkolja Violetta és Germán elől, nehogy a férfi elszakítsa tőle a lányt. Violetta szintén titkolja az apja elől, hogy a Studióba jár, mert tudja, ha megtudná, hogy az anyja nyomdokaiba akar lépni, megszakadna a szíve. Az eleinte cseppet sem könnyű hétköznapokban Violetta megismeri első barátait, Maxit, Camillát és Francescát, valamint Leont és Tomást, akik szíve elnyeréséért küzdenek. Ám ellenségeket is szerez magának, legfőképpen Ludmillát, a Studio egyik arrogáns diákját. Számottevő probléma még Violetta életében Jade, és annak tenyérbemászó öccse, Matias, akik meg akarják szerezni Germán vagyonát, és kipaterolni a lányt a házból. A kalandos mindennapok újabb és újabb nehézségeket állítanak a kislány elé...
Ám idővel minden jóra fordul. Violetta felszabadítja magában csodálatos zenei tehetségét, ráébredvén, hogy a zene benne él. Szép lassan az apja is felfedezi kiemelkedő tehetségét, és megenyhül a lánya iránt, ezzel a kettejük megromlott kapcsolata is helyre áll. Violetta végül választ hódolói között, szembeszáll rosszakaróival, legyőzi a félelmeit, és a felnőtté válás rögös útjára lép.

### Második évad
Új fejezet kezdődik Violetta életében. Az új tanév kezdetével újabb nehézségek merülnek fel, és újabb akadályokkal kell szembenéznie. Még szerencse, hogy családja és barátai mindig mellette állnak, és Violetta ezúttal is bebizonyítja, hogy ragyogó tehetsége és elbűvölő természete minden nehézség árnyékára fényt borít.
A Studio 21 arculatváltozáson megy át, és On Beat Studio lesz a neve. Új tanárok és új diákok lépnek be az iskola társulatába, közülük az egyik Diego, egy rámenős fiatal tanuló, aki beleszeret Violettába, és kész bármit megtenni, hogy elnyerje a szívét. Azonban Diego valójában egy galád összeesküvés résztvevője, ami arra irányul, hogy Violettát végleg eltávolítsák a Stúdióból. Ennek kiagyalója pedig nem más, mint Violetta főnemezise, Ludmilla. Emellett Violetta apjának ex-barátnője, Jade, szintén bosszút akar állni a családon, hogy kisemmizze és tönkretegye őket. Az öccsével, Matiasszal felbérelnek egy színésznőt, hogy csábítsa el Germánt, és férkőzzön hozzá a vagyonához. A terv aprólékosan, de idővel sikerrel jár. A család hamarosan az anyagi csőd szélére jut, ráadásul annak is fennáll a veszélye, hogy Germán börtönbe kerüljön. Közben ő továbbra is túlféltő Violettával, és annak érdekében, hogy vigyázzon rá, álruhát ölt, és beáll a Stúdióba zongoristának. Ez kezdetben jó ötletnek tűnik, ám a kettős személyazonosság idővel egyre nagyobb bonyodalmakat szül. És ha Violetta rájön az igazságra, egy életre megutálhatja az apját. Miközben a kislány feje fölött csakúgy gyűlnek a viharfelhők, rövidesen újra szerelmi háromszögben találja magát. Hiszen, mialatt Diego arra törekszik, hogy meghódítsa őt, arra is rájön, hogy képtelen kiverni a fejéből (még inkább a szívéből) egyetlen igaz szerelmét, Leont...
A titkokra azonban előbb-utóbb fény derül, a hamisság lelepleződik, a bűnösök pedig megkapják méltó büntetésüket. Violetta ez alkalommal is sokat tanul a vele történtekből, amik egyre érettebbé teszik őt. Mindemellett hihetetlen energiája és a zene iránti kimondhatatlan szenvedélye ezúttal is elkápráztatja az egész világot.

### Harmadik évad
Violetta és barátai megkezdik utolsó tanévüket az On Beat Stúdióban. Álmaik és egyedi ambícióik a különböző karrierlehetőségek irányába összeütközést okoz közöttük. A csapatszellem megtörik, a barátságok próbára tétetnek. Új diákok lépnek be a Studio diákjai közé, akik okoznak pár konfliktust. Többek között ilyen Gery, aki szemet vet Leonra, és Clement, aki beleszeret Violettába (és aki zenegyűlölő édesapja miatt kénytelen Alex álnéven jelentkezni a Stúdióba). Kettejük párosa azon mesterkedik, hogy elszakítsák Violettát és Leont, hogy külön-külön együtt lehessenek velük. Violetta életébe nem várt nehézséget okoz az is, amikor az apja beleszeret Ludmilla édesanyjába, Priscillába, hiszen koránt sincs ínyére, hogy legfőbb riválisa a mostohatestvére legyen. Germán és Priscilla összeházasodnak, utóbbiról azonban megdöbbentő dolgok derülnek ki az esküvő után, és Violetta végre megérti, honnan ered Ludmilla passzív-agresszív természete. Ő és Leon közben szakítanak, de még mindig szeretik egymást. Violetta nem tud távol maradni Leontól, ezért Roxy álnéven létrehoz egy másik személyazonosságot, hogy Leon közelében lehessen. A dolog a visszájára fordul, amikor Leon beleszeret Roxy-ba.
Az On Beat Studio fennállása veszélybe kerül, amikor az iskola alapítója, Antonio váratlanul elhalálozik, és ezzel jelentős anyagi támogatástól esnek el. A tanárok és a diákok közös összefogásán múlik, hogy a Studio megmeneküljön, ami közel sem ígérkezik olyan egyszerűnek, mert egy rivális iskola felbukkanása sokkal jövedelmezőbb lehetőségeket kínál. Ludmilla elkezd jobb emberré válni, de választás elé kerül, hogy hű marad a barátaihoz és a Studióhoz, vagy saját karrierbe kezd. Violetta lelepleződik Leon előtt, ami még jobban elmérgesíti a viszonyukat. Germán szakít Priscillával, mert rájön, hogy mindvégig csak egy embert szeretett igazán: Angie-t. Hosszas vívódás után végül megkéri a kezét, mire ő igent mond. Clement és Gery ráébrednek, hogy hibát követtek el, amiért Violetta és Leon közé állnak. Segítenek kibékíteni őket, miközben az egymás iránt táplált érzéseiket is elismerik. Violetta és Leon újra egymásra találnak. A Studio diákjai egy hatalmas búcsúkoncertet tartanak Sevilla-ban, ami rengeteg pénzt hoz, így a Studio mégiscsak megmenekül. 

## Szereplők

### Főszereplők
| Színész                   | Szereplő                       | Évad | Magyar hang                   | Leírás |
| ------------------------- | ------------------------------ | ---- | ----------------------------- | --- |
| Martina Stoessel          | Violetta Castillo "Vilu"       | 1–3. | Csuha Borbála                 | Germán és María lánya, Angie unokahúga és diákja, Angelica unokája, Cami és Francesca legjobb barátnője, és León szerelme. Több fiú is verseng a szívért, de ő végül Leónba szeret bele. Ő Ludmilla legfőbb riválisa. Egy elbűvölő tinilány, akiknek gyönyörű hangja van, amit az anyjától örökölt. A vele történtekről naplót vezet. |
| Diego Ramos               | Germán Castillo                | 1–3. | Haás Vander Péter (1–2. évad) | Violetta édesapja, María özvegye, Jade exbarátja, Angie volt sógora, Angelica veje, Ramallo legjobb barátja és főnöke. Túlféltő a lányával szemben, de végtelenül szereti őt. Szerelmes lesz Angie-be, akiről nem tudja, hogy a sógora.                                                                                               |
| Diego Ramos               | Germán Castillo                | 1–3. | Kőszegi Ákos (3. évad)        | Violetta édesapja, María özvegye, Jade exbarátja, Angie volt sógora, Angelica veje, Ramallo legjobb barátja és főnöke. Túlféltő a lányával szemben, de végtelenül szereti őt. Szerelmes lesz Angie-be, akiről nem tudja, hogy a sógora.                                                                                               |
| Pablo Espinosa            | Tomás Heredia                  | 1    | Gacsal Ádám                   | Francesca legjobb barátja, Agustina unokatestvére, Ludmilla, Francesca és Violetta szerelme, de ő Violettába szerelmes. León legfőbb riválisa, Germán kicsit sem kedveli őt. Az első évad végén Madridba költözik. |
| Jorge Blanco              | León Vargas                    | 1–3. | Czető Roland                  | Ludmilla exbarátja, Andrés legjobb barátja, Tomás legfőbb riválisa, Violetta szerelme. Kiváló énekes és táncos. Kezdetben arrogáns és beképzelt, ám Violetta hatására megváltozik, jóember és igaz barát lesz belőle. |
| Mercedes Lambre           | Ludmilla Ferro                 | 1–3. | Nádasi Veronika               | Napo unokatestvére, León exbarátnője, Naty legjobb barátnője. Szerelmes Tomásba. Igazi díva, aki ha kell mindent megtesz a céljai elérésében. Ő Violetta legfőbb riválisa, de a 3. évadban barátok lesznek. A 2. évadban beleszeret Federicóba.                                                                                       |
| Nicolás Garnier           | Andrés Calixto                 | 1–3. | Baradlay Viktor               | Laura bátyja, León legjobb barátja, szerelmes Camillába. Eléggé ostoba, ami többször megnyilvánul. |
| Alba Rico Navarro         | Natalia „Naty” Vidal           | 1–3. | Wégner Judit                  | Lena testvére, Ludmilla legjobb barátnője, szerelmes Maxiba. Hűséges Ludmillához, de olykor a sarkára áll, és saját döntéseket hoz. |
| Lodovica Comello          | Francesca Caviglia             | 1–3. | Laudon Andrea                 | Luca húga, Martina unokatestvére, Maxi, Camilla és Violetta legjobb barátja. Tetszik neki Tomás és Marco. A 2. évadban Marcóval lesz együtt. A 3. évadban Diego barátnője lesz. |
| Candelaria Molfese        | Camilla „Cami” Torres          | 1–3. | Nemes Takách Kata             | Nico unokatestvére, Francesca, Maxi és Violetta legjobb barátja, Brodueybe lesz szerelmes, és később a barátnőjévé válik. |
| Facundo Gambandé          | Maximiliano „Maxi” Ponte       | 1–3. | Szalay Csongor                | Camilla és Francesca legjobb barátja, szerelmes Natyba. Jó táncos, imádja a reppet. Mindenkivel jól kijön, kivéve Ludmillát. A 2. évadban Natyval lesz együtt. |
| Simone Lijoi              | Luca Caviglia                  | 1    | Kisfalusi Lehel               | Francesca bátyja. A U-mix műsorvezetője. A Restó Bar tulajdonosa. |
| Artur Logunov             | Braco                          | 1    | Baráth István                 | Ukrán származású, Maxiék haverja, Napo legjobb barátja. Intelligens és kicsit vad fiú. Tetszik neki Violetta, de sosem tud érvényesülni León és Tomás mellett. |
| Rodrigo Velilla           | Napoleon „Napo”                | 1    | Markovics Tamás               | Ludmilla unokatestvére, Braco legjobb barátja. Eleinte Ludmilla társaságába, a „menő csapatba” akar tartozni, de később eltávolodik tőlük. |
| Samuel Nascimento         | Broduey                        | 1–3. | Fehér Tibor                   | Brazil cserediák a Studióban. Tetszik neki Violetta, de később Camilla barátja lesz. |
| Clara Alonso              | Ángeles „Angie” Carrara        | 1–3. | Bognár Anna                   | Angélica lánya, María testvére, Germán volt sógornője, Violetta nagynénje és nevelőnője, valamint zenetanára. Pablo szerelme, de ő később szerelmes lesz Germánba. Jade roppant féltékeny rá. |
| Florencia Benítez         | Jade LaFontaine                | 1–3. | Agócs Judit                   | Germán menyasszonya, Matías nővére, akivel ki akarják rakni Violettát a házából és beadni egy bentlakásos iskolába. Nem az eszéről híres, akaratos, és ki nem állhatja Angie-t. A 2. évadban Germán végül elhagyja őt, így Jade bosszút akar állni rajta és családján.                                                                |
| Joaquín Berthold          | Matías „Mati” LaFontaine       | 1–3. | Posta Victor                  | Jade öccse. Az első évadban elvesztette az állását, ami miatt bírósági eljárás indult ellene, így Germánéknál töltötte le a házi őrizetet. Arra ösztönzi Jade-et, hogy szerezze meg Germán vagyonát, amit sajátjává akar tenni. |
| Mirta Wons                | Olga Patricia Peña             | 1–3. | Rátonyi Hajni                 | Germán alkalmazottja, szerelmes Ramallóba. Ő Violettáék házvezetőnője. |
| Alfredo Allende           | Lisandro Ramallo               | 1–3. | Forgács Gábor                 | Germán alkalmazottja és legjobb barátja, Olga üldözi őt a szerelmével. |
| Rodrigo Pedreira          | Gregorio Casal                 | 1–3. | Jakab Csaba                   | Tánctanár a Studio 21-ben, ideges természetű és manipulatív, ki nem állhatja Pablót. Egy ideig igazgató a Studióban. Diego édesapja. |
| Ezequiel Rodríguez        | Pablo Galindo                  | 1–3. | Horváth Illés                 | Az iskola kinevezett igazgatója, Angie barátja. Tetszik neki Angie, és zavarja, hogy ő Germánba szerelmes. Ennek ellenére mindenben támogatja őt. |
| Pablo Sultani             | Roberto „Beto” Benvenuto       | 1–3. | Seder Gábor                   | Zongoratanár a Studio 21-ben. Kicsit ügyetlen és nagyon falánk. |
| Alberto Fernández de Rosa | António Fernández Méndez       | 1–3. | Kassai Károly                 | A Studio 21 alapítója, és egy ideig az igazgatója. Jól ismeri Angélica családját. Ő volt María egykori mentora és Germán barátja. A 3. évad első negyedének végén meghal. |
| Diego Domínguez Llort     | Diego Hernández                | 2–3. | Pálmai Szabolcs               | Jóképű és rámenős fiatal, aki a 2. évadtól a Studio tanulója lesz. Eleinte Ludmilla szövetségese, akivel azon mesterkednek, hogy kitúrják Violettát a Studióból, de ő később valóban beleszeret Violettába, és megváltozik. Mint később kiderül, ő Gregorio fia.                                                                      |
| Xabiani Ponce de León     | Marco Tavelli                  | 2–3. | Penke Bence                   | Diego legjobb barátja, aki Francescába szerelmes. Jó hangú és nagyon jó táncos. A 3. évad elején Londonba költözik. |
| Valeria Baroni            | Lara Jiménez                   | 2.   | Magyar Tímea                  | León motokrossz szerelője, aki később a fiú barátnője lesz egy rövid ideig. |
| Carla Pandolfi            | Esmeralda Di Pietro            | 2.   | Mezei Kitty                   | Egy fiatal színésznő, akit kezdetben Jade bérel fel, hogy csábítsa el Germánt, és férkőzzön hozzá a vagyonához. Ő azonban később valóban beleszeret Germánba. Van egy Ambar nevű lánya. |
| Valentina Frione          | Jacqueline „Jackie” Saenz      | 2.   | Andrádi Zsanett               | Antonio unokahúga, a Studio tánctanára a 2. évadban. Szerelmes lesz Pablóba. |
| Ruggero Pasquarelli       | Federico Paccini               | 1–3. | Császár András                | Pablo meghívottja Olaszországból, a Studio diákja. Szerelmes Violettába. Violettáéknál lakik egy kis ideig, mivel Germán egyik gyerekkori barátjának a fia. A 2. évadban beleszeret Ludmilába. A U-Mix reality nyertese. |
| Damien Lauretta           | Clement Galan/Alexandre Benoit | 3    | Bor László                    | A Studio egyik új tanulója, Franciaországból származik. Szerelmes lesz Violettába. Az apja ellenzi, hogy a zenével foglalkozzon, mivel komoly üzleti karriert szán neki. Gery-vel azon vannak hogy elszakítsák egymástól Violettát és León-t, amíg Clement szerelmes lesz Gery-be.                                                    |
| Macarena Miguel           | Gery Lopez                     | 3    | Kardos Eszter                 | Beto új asszisztense, miután Tomás elmegy. Tetszik neki León, Violettát kicsit sem kedveli, és ez kölcsönös. Clement beleszeret, de ő León-nal akar együtt lenni. |
| Florencia Ortiz           | Priscila Ferro                 | 3    | Farkasinszky Edit             | Ludmilla édesanyja. Szerelmes lesz Germánba. Nagyon szeszélyes. Féltékeny Angie-re mert azt hiszi German szerelmes belé. A végén háziőrizetet kap, mert tönkretettette a féket Angie kocsijában. |
| Diego Álcala              | Marotti                        | 1–3. | Bardóczy Attila               | A you-Mix producere, mindennél fontosabbnak tartja a műsora nézettségét. |
| Nacho Gadano              | Nicolás Cortés                 | 3    | Kautzky Armand                | Clement apja, francia milliomos. Egy ideig Jade férje volt. |
| Rodrigo Frampton          | Milton Vinicius                | 3    | Bodrogi Attila                | Új zenetanár a Stúdióban. |

### Mellékszereplők
| Szereplő             | Színész                 | Évad | Magyar hang            | Leírás |
| -------------------- | ----------------------- | ---- | ---------------------- | --- |
| Helena „Lena” Vidal  | Lucía Gil               | 1–3. | Hermann Lilla          | Naty húga. Egy zenei blogot vezet, ami nagyon tetszik Gregoriónak, aki rábeszéli Lenát, hogy jelentkezzen a Studio 21-be.                                                                                                   |
| Agustina Heredia     | Lara Muñoz              | 1    | Koller Virág           | Tomás unokahúga, igen cserfes és merész. |
| Elsa                 | Esther Ramos            | 1    | Náray Erika            | Violetta nevelőnője a legelső részben. Nem sokkal azután, hogy megérkezett Germánékkal Buenos Airesbe, felmondott. |
| Rafael „Rafa” Palmer | Germán Tripel           | 1    | Horváth-Töreki Gergely | Híres rockzenész, Angie-ba szerelmes, ami felettébb idegesíti Pablót. |
| Angélica Carrara     | Nilda Raggi             | 1    | Andresz Kati           | María és Angie anyja, Violetta nagymamája, Germán anyósa. Germán elszakította őt Violettától, ezért Angélica mindennél jobban szeretne ismét az unokája közelében lenni.                                                    |
| Laura Calixto        | Nicole Luis             | 1    | Simonyi Réka           | Andrés húga. Maxi szerelmes belé, de Laura végül szakít vele. |
| Valeria              | Yasmim Manaia           | 1    | Kálmánfi Anita         | Broduey unokahúga, aki szerelmes lesz Leónba. |
| Maestro Zambrano     | Pedro Maurizi           | 1    | Ifj. Boldog Gábor      | A 12 éves fiúsztár, szerelmes lesz Augustinába, még a karrierjét is feladja érte. |
| Gustavo              | Thiago Batistuta        | 1    | Pálmai Szabolcs        | A Studio 21 diákja. Nati érdeklődik iránta, de ő Ludmillához akar közelebb kerülni. |
| Mara Ponte           | Sumi Justo              | 1    | Dögei Éva              | Az új szakács a Restó Barban. Maxi beleesik, de megtudja, hogy az unokatestvére. |
| Andrea               | Nikole Castillo         | 1    | Czető Zsanett          | A Studio 21 diákja, csellista. Szerelmes Maxiba. |
| Sr. Améndola         | Francisco Benvenuti     | 1    | Harcsik Róbert         | Magándetektív, akit Jade bérel fel, hogy információkat szerezzen Angie-ről. |
| Charly               | Jesús Villegas          | 1    | Megyeri János          | Menedzser, aki egy hamis szerződést írat alá Ludmillával, melynek értelmében a lánynak kötelessége egy sertéseledel („Un chancho feliz”) reklámjában szerepelnie. Emiatt Ludmilla többször válik vicc tárgyává.             |
| Jacinto LaFontaine   | Javier Niklison         | 1.   | Fodor Tamás            | Jade és Matias apja. Kertésznek álcázva dolgozik a Castillo házban, akit mit sem sejtve Ramallo vett fel. Megszökik, miután pénzt lop Germantól, de Jade esküvőjén újra felbukkan, aminek meghiúsulása után letartóztatják. |
| Felügyelő            | Julián Cavero           | 1-2. | Végh Péter             | Felügyelő, aki bedrótoztatja Matiast, hogy információt szerezzen az apja hollétéről. Egy alkalommal tévedésből letartóztatja Ramallot. A 2. évadban Germánt is letartóztatja.                                               |
| Dr. Dufré            | Martín Pavlovsky        | 1-3. | Faragó József          | Gregorio pszichológusa és Antonio barátja. Antonio küldte hozzá Gregoriót, hogy kezelje a dühkitörései miatt. |
| Dr. Lombardo         | Mariano Musimeci        | 1.   | Háda János             | Matias őrizetéért és jogi ügyeiért felelős ügyvéd. |
| DJ (Dionisio Juárez) | Gerardo Velázquez       | 2    | Jéger Zsombor          | A mexikói YouMix egyik versenyének győztese, aki ellátogathat a Studióba. |
| Toledo polgármester  | Gustavo Bonfigli        | 2    | Imre István            | A város polgármestere, aki a Studióba látogat. |
| Emma Toledo          | Paloma Sirvén           | 2    | Nagy Blanka            | A polgármester lánya, aki nagy rajongója a Studio 21 diákjainak, különösen Andres-nek. |
| Óscar René Cardozo   | Luis Sabatini           | 2    | Albert Péter           | Emma személyi testőre és Olga barátja. |
| Bridgit Mendler      | Bridgit Mendler         | 2    | Kiss Virág             | Bridgit Mendler, huszonéves amerikai színész-énekesnő, cameo szerepben. |
| Ambar                | Agustina Cabo           | 2    | Jelinek Éva            | Esmeralda lánya. Szeszélyes és pimasz, szeret másokat befolyásolni. Van egy táblagépe, amivel minden történést rögzít a házban, melyeket aztán fel is használ a saját céljaira.                                             |
| Libi                 | Gaya Gur Arie           | 2    | Czető Zsanett          | A YouMix izraeli sztárja |
| Ana                  | Justina Bustos          | 2    | Csifó Dorina           | Marco mexikói ex-barátnője. Cserediákként a Studioban tanul. |
| Seba                 | Guido Pennelli          | 1-3  | Rada Bálint            | A Rock Bones együttes egyik tagja, egy ideig Camilla barátja. |
| Peter                | Juan Ciancio            | 1-3  | Jánosi Ferenc          | A Rock Bones együttes egyik tagja. |
| Mateo                | Gastón Vietto           | 1-3  | Rada Bálint            | A Rock Bones együttes egyik tagja. |
| Marcela Parodi       | Mareile Bettina Moeller | 2-3. |                        | A "Castillo ügy" nyomozója, Matías szerelme. |
| Matilda              | Justyna Bojczuk         | 3    | Csifó Dorina           | A Studio bandájának egyik rajongója Lengyelországból. |
| Felipe Diaz          | Javier Luna             | 3    | Kilin Bertalan         | A YouMix egyik spanyolországi csillaga |
| Brenda               | Julía Martínez Rubio    | 3    | Orosz Anna             | A stúdió mellett áll és a végére összejön Pablóval. |
| Erica                | Kyrana Gallego          | 3    | Pap Katalin            | |
| Ross Lynch           | Ross Lynch              | 3    | Kilin Bertalan         | Az Austin és Ally című tévésorozat sztárja, tizenéves rockzenész, cameo szerepben. |
| María Saramego       | Victoria Racedo         | 1-2  | Bertalan Ágnes         | Germán elhunyt felesége, Angélica lánya, Angie nővére, Violetta édesanyja. Ábrázolják fényképeken, illetve néha megszólal Violetta gondolataiban.                                                                           |

## Albumok, zenék
1. Violetta (2012), 1. évad CD 1 – 14 szám
2. Cantar Es Lo Que Soy (2012), 1. évad CD 2 – 10 szám
3. Hoy Somos Más (2013), 2. évad CD – 13 szám
4. Violetta – En Vivo (2013), Mozifilm CD – 20+5 szám
5. Gira Mi Canción (2014), 3. évad CD 1 – 13 szám
6. Crecimos Juntos (2015) 3. évad CD 2 – 11 szám

### Violetta
| Dal Cím                         | Énekes |
| ------------------------------- | --- |
| 01. En Mi Mundo                 | Martina Stoessel |
| 02. Algo Suena En Mi            | Facundo Gambandé, Lodovica Comello, Candelaria Molfese |
| 03. Destinada a Billar          | Mercedes Lambre, Jorge Blanco, Nicolás Garnier, Rodrigo Velilla |
| 04. Te Creo                     | Martina Stoessel |
| 05. Voy Por Tí                  | Jorge Blanco |
| 06. Juntos Somos Más            | Mercedes Lambre, Lodovica Comello, Candelaria Molfese, Facundo Gambandé, Jorge Blanco |
| 07. Entre Tú y Yo               | Pablo Espinosa |
| 08. Are You Ready For The Ride? | Samuel Nascimento, Jorge Blanco, Nicolás Garnier, Rodrigo Velilla, Facundo Gambandé |
| 09. Dile Que Sí                 | Jorge Blanco, Rodrigo Velilla, Nicolás Garnier |
| 10. Junto a Ti                  | Martina Stoessel, Lodovica Comello |
| 11. Tienes Todo                 | Pablo Espinosa, Martina Stoessel |
| 12. Veo Veo                     | Martina Stoessel, Lodovica Comello, Candelaria Molfese |
| 13. Habla Si Puedes             | Martina Stoessel |
| 14. Ven y Canta                 | Martina Stoessel, Lodovica Comello, Candelaria Molfese, Facundo Gambandé, Jorge Blanco, Mercedes Lambre, Pablo Espinosa, Nicolás Garnier, Alba Rico, Samuel Nascimento, Rodrigo Velilla, Simone Lijois |

### Cantar es lo que soy
| Dal Cím               | Énekes                                                                              |
| --------------------- | ----------------------------------------------------------------------------------- |
| 01. Ser Mejor         | Az összes diák a Studio 21-ben                                                      |
| 02. En Mi Mundo       | Martina Stoessel, College 11                                                        |
| 03. Tu Foto de Verano | Jorge Blanco, Nicolás Garnier, Samuel Nascimento, Rodrigo Velilla, Facundo Gambandé |
| 04. Mi perdición      | Rock Bones, Martina Stoessel                                                        |
| 05. Te Esperare       | Jorge Blanco                                                                        |
| 06. Verte de Lejos    | Pablo Espinosa                                                                      |
| 07. Cuando Me Voy     | Jorge Blanco, Nicolás Garnier, Samuel Nascimento, Rodrigo Velilla, Facundo Gambandé |
| 08. Ahí estaré        | Mercedes Lambre, Facundo Gambandé                                                   |
| 09. Podemos           | Martina Stoessel, Jorge Blanco                                                      |
| 10. Tienes el Talento | Az összes diák a Studio 21-ben                                                      |

### Hoy Somos Más
1. Hoy Somos Más (Martina)
2. Entre dos Mundos (Jorge)
3. Yo Soy Así (Diego)
4. Peligrosamente Bellas (Mercedes, Alba)
5. Euforia (összes szereplő)
6. Código Amistad (Martina, Lodovica, Candelaria)
7. Cómo Quieres (Martina)
8. Alcansemos las Extrellas (Martina, Mercedes, Lodovica, Candelaria, Alba)
9. Nuestro Camino (Martina, Jorge)
10. On Beat (összes szereplő)
11. Algo se Enciende (összes szereplő)
12. Luz, Cámara, Acción (Ruggero, Jorge, Diego, Xabiani, Nicoas, Samuel, Facundo)
13. Si Es Por Amor (Martina, Mercedes)

### Violetta: En Vivo

#### CD verzió
1. Hoy Somos Más (Martina)
2. Tienes el Talento (Martina, Diego, Alba, Xabiani, Jorge, Mercedes, Samuel, Lodovica)
3. Euforia (összes szereplő)
4. Habla si Puedes (Martina)
5. Podemos (Jorge, Martina)
6. Ahí Estaré (Facundo, Mercedes)
7. Are You Ready for the Ride? (Jorge, Facundo, Nicolas, Samuel, Diego, Xabiani, Ruggero)
8. Veo Veo (Martina, Lodovica, Candelaria)
9. Voy Por Tí (Jorge)
10. Peligrosamente Bellas (Mercedes, Alba)
11. Yo Soy Así (Diego)
12. Cómo Quieres (Martina)
13. Junto a Ti (Martina, Candelaria, Lodovica)
14. Te Esperaré (Jorge)
15. On Beat (összes szereplő)
16. Juntos Somos Más (Lodovica, Candelaria, Facundo, Mercedes)
17. En Mi Mundo (Martina Stoessel)
18. Ser Mejor (összes szereplő)
19. Te Creo (Martina)
20. En Mi Mundo (Martina)
21. Soy Mi Mejor Momento (összes szereplő)
22. Ven Con Nostros (Jorge, Diego, Samuel, Facundo, Nicolas)
23. A Los Cuatro Vientos (Rock Bones, Martina)
24. Te Fazer Feliz (Samuel, Jorge, Nicolas)
25. Esto No Puede Terminar (összes szereplő)

#### Film verzió
1.Siempre Brillarás
2.Yo Te Amo a Ti
3.Losing the Love(Se Escapa Tu Amor)
4.Light your Heart
5.Confía en mi

### Gira mi Canción
1. En Gira (összes szereplő)
2. Amor en el Aire (Jorge)
3. Supercreativa (Martina)
4. Encender Nuestra Luz (Martina, Mercedes, Lodovica, Candelaria, Alba)
5. Ser Quien Soy (Diego)
6. Quiero (Mercedes)
7. Rescata mi Corazón (Ruggero)
8. Aprendí a Decir Adios (Lodovica)
9. Descubrí (Martina)
10. The Queen of the Dance Floor (Jorge, Facundo, Nicolás, Ruggero, Samuel)
11. Underneath it All (Martina)
12. A mi Lado (Martina, Lodovica, Candelaria)
13. Friends 'till The End (összes szereplő)

### Crecimos Juntos
1. Crecimos Juntos (összes szereplő)
2. Más Que Dos (Martina, Mercedes)
3. Abrázme y Verás (Jorge, Martina)
4. Es Mi Pasión (összes szereplő)
5. Llámame (összes szereplő)
6. Solo Pienso En Ti (Jorge, Ruggero, Facundo, Nicolás, Samuel)
7. Más Que un Amistad (Jorge, Ruggero, Facundo, Nicolás, Samuel)
8. Mi Princesa (Jorge, Ruggero, Facundo, Nicolás, Samuel)
9. Mil Vidas Atrás (Jorge, Ruggero, Facundo, Nicolás, Samuel)
10. Quanto Amore Nell'Aria – Az "Amor en el Aire" olaszul – (Jorge)
11. Ti Credo – A "Te Creo" olaszul – (Lodovica)

## Epizódok
| Évad | Évad | Epizódok | Eredeti sugárzás  | Eredeti sugárzás  | Magyar sugárzás      | Magyar sugárzás   |
| Évad | Évad | Epizódok | Évadpremier       | Évadfinálé        | Évadpremier          | Évadfinálé        |
| ---- | ---- | -------- | ----------------- | ----------------- | -------------------- | ----------------- |
|      | 1    | 80       | 2012. május 14.   | 2012. október 26. | 2013. november 11.   | 2014. május 30.   |
|      | 2    | 80       | 2013. április 29. | 2013. október 11. | 2014. október 20.    | 2015. május 1.    |
|      | 3    | 80       | 2014. július 20.  | 2015. február 6.  | 2015. szeptember 21. | 2016. április 15. |

## Premierek más országokban

### Országos premierek
| Régió     | Csatorna                                        | 1. évad premier      | 2. évad premier      | 3. évad premier      | Cím                | Forrás        |
| --------- | ----------------------------------------------- | -------------------- | -------------------- | -------------------- | ------------------ | ------------- |
| ARG       | Disney Channel (Latin-Amerika)                  | 2012. május 14.      | 2013. április 29.    | 2014. július 28.     | Violetta           |               |
| BOL       | Disney Channel (Latin-Amerika)                  | 2012. május 14.      | 2013. április 29.    | 2014. július 28.     | Violetta           |               |
| CHI       | Disney Channel (Latin-Amerika)                  | 2012. május 14.      | 2013. április 29.    | 2014. július 28.     | Violetta           |               |
| COL       | Disney Channel (Latin-Amerika)                  | 2012. május 14.      | 2013. április 29.    | 2014. július 28.     | Violetta           |               |
| CUB       | Disney Channel (Latin-Amerika)                  | 2012. május 14.      | 2013. április 29.    | 2014. július 28.     | Violetta           |               |
| CRC       | Disney Channel (Latin-Amerika)                  | 2012. május 14.      | 2013. április 29.    | 2014. július 28.     | Violetta           |               |
| ECU       | Disney Channel (Latin-Amerika)                  | 2012. május 14.      | 2013. április 29.    | 2014. július 28.     | Violetta           |               |
| ESA       | Disney Channel (Latin-Amerika)                  | 2012. május 14.      | 2013. április 29.    | 2014. július 28.     | Violetta           |               |
| GUA       | Disney Channel (Latin-Amerika)                  | 2012. május 14.      | 2013. április 29.    | 2014. július 28.     | Violetta           |               |
| HAI       | Disney Channel (Latin-Amerika)                  | 2012. május 14.      | 2013. április 29.    | 2014. július 28.     | Violetta           |               |
| HON       | Disney Channel (Latin-Amerika)                  | 2012. május 14.      | 2013. április 29.    | 2014. július 28.     | Violetta           |               |
| NCA       | Disney Channel (Latin-Amerika)                  | 2012. május 14.      | 2013. április 29.    | 2014. július 28.     | Violetta           |               |
| MEX       | Disney Channel (Latin-Amerika)                  | 2012. május 14.      | 2013. április 29.    | 2014. július 28.     | Violetta           |               |
| PAN       | Disney Channel (Latin-Amerika)                  | 2012. május 14.      | 2013. április 29.    | 2014. július 28.     | Violetta           |               |
| PAR       | Disney Channel (Latin-Amerika)                  | 2012. május 14.      | 2013. április 29.    | 2014. július 28.     | Violetta           |               |
| PER       | Disney Channel (Latin-Amerika)                  | 2012. május 14.      | 2013. április 29.    | 2014. július 28.     | Violetta           |               |
| DOM       | Disney Channel (Latin-Amerika)                  | 2012. május 14.      | 2013. április 29.    | 2014. július 28.     | Violetta           |               |
| URU       | Disney Channel (Latin-Amerika)                  | 2012. május 14.      | 2013. április 29.    | 2014. július 28.     | Violetta           |               |
| VEN       | Disney Channel (Latin-Amerika)                  | 2012. május 14.      | 2013. április 29.    | 2014. július 28.     | Violetta           |               |
| ITA       | Disney Channel (Olaszország)                    | 2012. május 14.      | 2013. június 3.      | 2014. október 20     | Violetta           |               |
| BRA       | Disney Channel (Brazília)                       | 2012. szeptember 10. | 2013. augusztus 19.  | 2014. szeptember 22. | Violetta           |               |
| ESP       | Disney Channel (Spanyolország)                  | 2012. szeptember 17. | 2013. szeptember 23. | 2014. szeptember 22. | Violetta           |               |
| FRA       | Disney Channel (Franciaország)                  | 2012. október 1.     | 2013. szeptember 30. | 2014. október 13.    | Violetta           |               |
| TUR       | Disney Channel (Törökország)                    | 2013. február 18.    | 2013. november 8.    |                      | Violetta           |               |
| POL       | Disney Channel (Lengyelország)                  | 2013. február 18.    | 2013. október 21.    | 2014. november 10.   | Violetta           |               |
| ROU       | Disney Channel (Románia)                        | 2013. február 18.    | 2013. október 21.    | 2014. november 10.   | Violetta           |               |
| BUL       | Disney Channel (Bulgária)                       | 2013. február 18.    | 2013. október 21.    | 2014. november 10.   | Виолета (Violetta) | [ 8 ]         |
| ISR       | Disney Channel (Izrael)                         | 2012. szeptember 3.  | 2013. szeptember 29. | 2015. február 8.     | ויולטה             |               |
| RUS       | Disney Channel (Oroszország)                    | 2012. október 15.    | 2013. szeptember 30. | 2015. február 2.     | Виолетта           |               |
| GRE       | Disney Channel (Görögország)                    | 2013. augusztus 26.  |                      |                      | Βιολέττα           |               |
| UK        | Disney Channel (Egyesült Királyság és Írország) | 2013. július 22.     | 2015. június 1.      |                      | Violetta           |               |
| IRL       | Disney Channel (Egyesült Királyság és Írország) | 2013. július 22.     | 2015. június 1.      |                      | Violetta           |               |
| POR       | Disney Channel (Portugália)                     | 2013. szeptember 16. | 2014. szeptember 22. | 2015. május 5        | Violetta           | [ 11 ]        |
| NED       | Disney Channel (Benelux államok)                | 2013. szeptember 16. | 2014. április 28.    | 2015. április 6.     | Violetta           | [ 12 ]        |
| BEL       | Disney Channel (Benelux államok)                | 2013. szeptember 16. | 2014. április 28.    | 2015. április 6.     | Violetta           | [ 13 ]        |
| SWE       | Disney Channel (Skandinávia)                    | 2013. október 14.    | 2014. október 13.    | 2015. október 12.    | Violetta           | [ 14 ]        |
| NOR       | Disney Channel (Skandinávia)                    | 2013. október 14.    | 2014. október 13.    | 2015. október 12.    | Violetta           | [ 14 ]        |
| DEN       | Disney Channel (Skandinávia)                    | 2013. október 14.    | 2014. október 13.    | 2015. október 12.    | Violetta           | [ 14 ]        |
| FIN       | Disney Channel (Skandinávia)                    | 2013. október 14.    | 2014. október 13.    | 2015. október 12.    | Violetta           | [ 14 ]        |
| ISL       | Disney Channel (Skandinávia)                    | 2013. október 14.    | 2014. október 13.    | 2015. október 12.    | Violetta           | [ 14 ]        |
| EST       | Disney Channel (Skandinávia)                    | 2013. október 14.    | 2014. október 13.    | 2015. október 12.    | Violetta           | [ 14 ]        |
| ZAF       | Disney Channel (Dél-Afrikai Köztársaság)        | 2013. augusztus 26.  |                      |                      | Violetta           | [ 15 ]        |
| Arab Liga | Disney Channel Közel-Kelet                      | 2013. augusztus 26.  | [ 16 ]               |                      | Violetta           |               |
| CZE       | Disney Channel (Csehország és Szlovákia)        | 2013. november 11.   | 2014. október 20.    | 2015. szeptember 21. | Violetta           | [ 17 ] [ 18 ] |
| SVK       | Disney Channel (Csehország és Szlovákia)        | 2013. november 11.   | 2014. október 20.    | 2015. szeptember 21. | Violetta           | [ 17 ] [ 18 ] |
| HUN       | Disney Channel (Magyarország)                   | 2013. november 11.   | 2014. október 20.    | 2015. szeptember 21. | Violetta           | [ 19 ]        |
| GER       | Disney Channel (Németország)                    | 2014. május 1.       | 2015. március 16.    |                      | Violetta           | [ 20 ]        |
| AUT       | Disney Channel (Németország)                    | 2014. május 1.       | 2015. március 16.    |                      | Violetta           | [ 20 ]        |
| LIE       | Disney Channel (Németország)                    | 2014. május 1.       | 2015. március 16.    |                      | Violetta           | [ 20 ]        |
| SUI       | Disney Channel (Németország)                    | 2014. május 1.       | 2015. március 16.    |                      | Violetta           | [ 20 ]        |
| AUS       | Disney Channel (Ausztrália)                     | 2013. október 18.    |                      |                      | Violetta           |               |
| NZL       | Disney Channel (Ausztrália)                     | 2013. október 18.    |                      |                      | Violetta           |               |
| PHI       | Disney Channel (Ázsia)                          | 2014. május 5.       |                      |                      | Violetta           |               |
| INA       | Disney Channel (Ázsia)                          | 2014. május 5.       |                      |                      | Violetta           |               |
| MAS       | Disney Channel (Ázsia)                          | 2014. május 5.       |                      |                      | Violetta           |               |
| THA       | Disney Channel (Ázsia)                          | 2014. május 5.       |                      |                      | Violetta           |               |
| VIE       | Disney Channel (Ázsia)                          | 2014. május 5.       |                      |                      | Violetta           |               |
| SIN       | Disney Channel (Szingapúr)                      | 2014. március 3.     |                      |                      | Violetta           |               |
| TPE       | Disney Channel (Tajvan)                         | 2015. január 19.     |                      |                      | 音樂 情人 夢       |               |

### Egyéb premierek
| Régió         | Csatorna                  | Premier              | Cím                 | Forrás        |
| ------------- | ------------------------- | -------------------- | ------------------- | ------------- |
| ARG           | El Trece                  | 2012. szeptember 24. | Violetta            | [ 21 ]        |
| Latin-Amerika | El Trece Internacional    | 2012. szeptember 24. | Violetta            | [ 21 ]        |
| URU           | Teledoce                  | 2012. december 12    | Violetta            | [ 22 ]        |
| CHI           | Mega                      | 2013. január 14      | Violetta            | [ 23 ]        |
| ECU           | TC Televisión             | 2013. január 14.     | Violetta            | [ 24 ]        |
| ITA           | Rai Gulp                  | 2013-04-08           | Violetta            | [ 25 ]        |
| PAR           | Telefuturo                | 2013-04-22           | Violetta            | [ 26 ]        |
| BEL           | Club RTL                  | 2013. szeptember 2.  | Violetta            | [ 27 ] [ 28 ] |
| ALB           | Digitalb                  | 2013. október 21.    | Violetta            | [ 29 ] [ 30 ] |
| ESA           | Salvadori Telecorporación | 2014                 | Violetta            |               |
| MEX           | Azteca 7                  | 2014. szeptember 27. | Violetta            | [ 31 ]        |
| VEN           | TVES                      | 2014. augusztus 25.  | Violetta            | [ 32 ]        |
| PAN           | Telemetro                 | 2015. január 17.     | Violetta            | [ 33 ]        |
| USA           | Netflix                   | 2015. július 10      | Violetta            | [ 34 ]        |
| ARM           | Lime Tv                   | 2013. július 7.      | Վիոլետտա (Violetta) | [ 35 ]        |
| PER           | ATV                       | 2013. július 30.     | Violetta            | .             |
| DOM           | Telesistema               | 2013. augusztus 19.  | Violetta            | [ 38 ]        |
| BRA           | Band                      | 2013. november 18.   | Violetta            | [ 39 ]        |
| BUL           | NOVA TV                   | 2015. január 10.     | Виолета             |               |
| HUN           | M2 Petőfi TV              | 2018. szeptember 26. | Violetta            |               |